# Hansel Maiava
Hansel Maiava (1º giugno 1986) è un ex calciatore samoano americano, di ruolo centrocampista.